# Tomberg
Tomberg – stacja metra w Brukseli, na linii 1. Zlokalizowana jest za stacją Gribaumont i Roodebeek. Została otwarta 20 września 1976.